# Sutrina
Sutrina es un género de orquídeas . Tiene dos especies originarias de Perú hasta Bolivia.

## Especies
| - Sutrina bicolor Lindl. - Sutrina garayi Senghas |